# Neubaustrecke Salgesch–Leuk
| Bahnhof Leuk mit Blick auf den Tunnel Leuk |                      |                                       |                                       |
| Streckenlänge: | 6,850 km             |                                       |                                       |
| Spurweite: | 1435 mm (Normalspur) |                                       |                                       |
| Stromsystem: | 15 kV 16,7 Hz ~      |                                       |                                       |
| Maximale Neigung: | 10 ‰                 |                                       |                                       |
| Minimaler Radius: | 1'600 m              |                                       |                                       |
| Streckengeschwindigkeit: | 160 km/h             |                                       |                                       |
| Zweigleisigkeit: | durchgehend          |                                       |                                       |
| |                      |                                       |                                       |
| \| \| \| Simplonstrecke von Sierre/Lausanne \| \| \| \| 112,25 \| Salgesch \| 575,9 m ü. M. \| \| \| \| Varonne (137 / 2799 m) \| \| \| \| \| Dala (79 m) \| \| \| \| \| Leuk (125 / 1385 m) \| \| \| \| \| Rhône, Leuk (180 m) \| \| \| \| \| Leuk \| 623,3 m ü. M. \| \| \| \| Simplonstrecke nach Visp/Brig/Simplon \| \| |                      |                                       |                                       |
| Strecke |                      | Simplonstrecke von Sierre/Lausanne    | Simplonstrecke von Sierre/Lausanne    |
| Haltepunkt / Haltestelle | 112,25               | Salgesch                              | 575,9 m ü. M.                         |
| Tunnel |                      | Varonne (137 / 2799 m)                | Varonne (137 / 2799 m)                |
| Brücke über Wasserlauf |                      | Dala (79 m)                           | Dala (79 m)                           |
| Tunnel |                      | Leuk (125 / 1385 m)                   | Leuk (125 / 1385 m)                   |
| Brücke über Wasserlauf |                      | Rhône, Leuk (180 m)                   | Rhône, Leuk (180 m)                   |
| Bahnhof |                      | Leuk                                  | 623,3 m ü. M.                         |
| Strecke |                      | Simplonstrecke nach Visp/Brig/Simplon | Simplonstrecke nach Visp/Brig/Simplon |

Die Neubaustrecke Salgesch–Leuk der Schweizerischen Bundesbahnen im Kanton Wallis wurde 2004 im Rahmen von Bahn 2000 eröffnet und ersetzte das letzte einspurige Teilstück der Simplonstrecke. Die 6850 Meter lange Strecke besteht u. a. aus den beiden Eisenbahntunnels Varen und Leuk sowie den beiden Brücken über die Dala und die Rhone. Mit dem Bau wurde 1999 begonnen. Die Strecke kostete 239 Mio. Franken.
Im Abschnitt zwischen Visp und Salgesch fahren die Züge nun mit einer Geschwindigkeit von 160 km/h.

## Geschichte
Die Neubaustrecke ist Bestandteil des Gesamtverkehrskonzepts Pfynwald. Dieses wurde wegen des geplanten Baus der Autobahn A9 durch den Naturpark Pfynwald nötig. Der ausserordentliche Wert dieses Naturschutzgebiets zwang die Planer der SBB, des Kantons Wallis und des Bundes, die Verkehrswege durch den Pfynwald neu zu ordnen. Daraus ging eine landschaftsschonende Gesamtlösung hervor.
Die folgenden Projekte wurden und werden nacheinander realisiert:
- Bau der SBB-Doppelspur zwischen Salgesch und Leuk (seit 2004 in Betrieb).
- Verlegung der Kantonsstrasse T9 auf das Trassee der ehemaligen SBB-Linie auf der rechten Seite der Rhone (seit 2007 in Betrieb).[1]
- Mehrheitlich unterirdische Linienführung der Autobahn A9 auf dem Trassee der alten Kantonsstrasse. Der Bau der Autobahn hat sich stark verzögert. Die öffentliche Planauflage war für Mitte 2016 vorgesehen. Die Autobahn wird kaum vor 2025 eröffnet werden.[2][3]

## Bauwerke
- Tunnel Varen: Länge 2799 m
- Tunnel Leuk: Länge 1385 m
- Dala-Brücke: Länge 90 m[4]
- Rhone-Brücke: Länge 180 m
- Minimal-Radius Ausfahrt Salgesch: 1600 m
- Maximal-Steigung: 10 ‰

Der Ausbruch des Tunnels von Varen erfolgte im traditionellen Sprengvortrieb, nachdem vorgängig ein Sondierstollen von 3,20 m Durchmesser mit einer Tunnelbohrmaschine erstellt wurde.